# Francis Simon
Pour les articles homonymes, voir Simon.
Francis Simon, né Franz Eugen Simon (Berlin, 2 juillet 1893 - Oxford, 31 octobre 1956), est un physico-chimiste et physicien allemand puis britannique, qui a inventé la méthode, et a confirmé sa faisabilité, de séparer l'isotope uranium 235 et a donc grandement contribué à la création de la bombe atomique.

## Jeunesse en Allemagne
Il est né dans une famille juive de Berlin et a reçu la Croix de fer de première classe au cours de la Première Guerre mondiale. Il a obtenu son doctorat de l'Université de Berlin, travaillant dans le groupe de recherche de Walther Nernst en physique des basses températures associées au théorème de Nernst (Troisième principe de la thermodynamique). La montée du fascisme antisémite en Allemagne dans les années 1930 le fait émigrer au Royaume-Uni, où il a commencé à utiliser le prénom "Francis".

## Carrière
Il a été invité par Frederick Lindemann, 1er vicomte Cherwell, à se joindre au Laboratoire Clarendon, Université d'Oxford en 1933. Il est devenu lecteur en thermodynamique en 1936.
Il a effectué un travail de pionnier de la physique à basse température, en particulier dans l'hélium solide. Il a été commandité par la Commission MAUD pour étudier la faisabilité de séparer l'uranium 235 par diffusion gazeuse, en 1940, qui a été fait avec son collaborateur, Nicholas Kurti. Cette technologie a été transmise au Projet Manhattan.
Il est devenu professeur à l'Université d'Oxford en même temps qu'étudiant de Christ Church (Oxford) en 1945.

## Distinctions et Récompenses
- Membre de la Royal Society, élu le 20 mars 1941[1].
- Commandeur de l'Ordre de l'Empire britannique (CBE) en 1946
- Médaille Rumford de la Royal Society en 1948
- Chevalier en 1954

## Sources
- (en) Cet article est partiellement ou en totalité issu de l’article de Wikipédia en anglais intitulé « Francis Simon » (voir la liste des auteurs).